# Dobrkov
Dobrkov je malá vesnice, část města Luže v okrese Chrudim. Nachází se asi 2,5 km na západ od Luže. Prochází zde silnice II/356. V roce 2009 zde bylo evidováno 42 adres. V roce 2001 zde trvale žilo 74 obyvatel.
Dobrkov je také název katastrálního území o rozloze 2,99 km2.